# Bhirkot (Gorkha)
Bhirkot (nepalski: भिरकोट) – gaun wikas samiti w zachodniej części Nepalu w strefie Gandaki w dystrykcie Gorkha. Według nepalskiego spisu powszechnego z 2001 roku liczył on 1299 gospodarstw domowych i 6515 mieszkańców (3297 kobiet i 3218 mężczyzn).